# Kantaphat Manpati
Kantaphat Manpati (thailändisch กัณตพัชห์ มันปาติ, * 30. Juli 1999 in Bangkok) ist ein thailändischer Fußballspieler.

## Karriere
Kantaphat Manpati erlernte das Fußballspielen in der Schulmannschaft des Bangkok Christian College sowie in der Jugendmannschaft des englischen Erstligisten Leicester City. Am 3. Juli 2017 kehrte er nach Thailand zurück, wo er einen Vertrag beim BEC Tero Sasana FC, dem heutigen Police Tero FC, unterschrieb. Der Verein aus Bangkok spielte in der ersten Liga, der Thai League. Ende 2018 musste er mit Police in die zweite Liga absteigen. Die Rückrunde 2019 wurde er an den ebenfalls in der zweiten Liga spielenden Kasetsart FC ausgeliehen. Nach der Ausleihe kehrte er nicht zu Police zurück. Am 1. Januar 2020 unterschrieb er einen Vertrag beim Muangkan United FC. Mit dem Verein aus Kanchanaburi spielte er in der dritten Liga, der Thai League 3. Mit Muangkan trat er in der Upper Region an. Nach zwei Spieltagen wurde die Saison wegen der COVID-19-Pandemie unterbrochen. Während der Unterbrechung wurde vom Verband beschlossen, das nach Wiederaufnahme des Spielbetriebs die dritte und die vierte Liga zusammengelegt werden. Die dritte Liga wurde auf sechs Regionen aufgeteilt. Muangkan spielte fortan in der Western Region. Am Ende der Saison wurde er mit dem Verein Meister der Region und stieg anschließend in die zweite Liga auf. Nach dem Aufstieg verließ er den Verein und schloss sich zu Beginn der Saison 2021/22 seinem ehemaligen Verein Kasetsart FC an. Sein Zweitligadebüt gab Kantaphat Manpati am 9. Oktober 2021 (7. Spieltag) im Auswärtsspiel gegen den Navy FC. Hier stand er in der Startelf und stand die kompletten 90 Minuten im Tor. Das Spiel endete 0:0. Für dem Hauptstadtverein stand er fünfmal in der zweiten Liga zwischen den Pfosten. Im Juli 2022 verpflichtete ihn der ebenfalls in der zweiten Liga spielende Ayutthaya United FC. Hier kam er jedoch in der Hinrunde nicht zum Einsatz. Zur Rückrunde 2022/23 wechselte er zum Drittligisten STK Muangnont FC. Für den Verein aus Ayutthaya stand er achtmal in der Bangkok Metropolitan Region im Tor. Im Sommer 2023 wechselte er in die Western Region. Hier schloss er sich dem Zweitligaabsteiger Raj-Pracha FC an. Mit dem Verein aus der Hauptstadt Bangkok bestritt er zwölf Ligaspiele.  Nach einer Spielzeit wechselte er im Sommer 2024 zum Zweitligisten Suphanburi FC. Am Ende der Saison 2024/25 musste er mit Suphanburi in die dritte Liga absteigen.

## Erfolge
Muangkan United FC
- Thai League 3 – West: 2020/21  ▲